# Warji jezik
Warji jezik (ISO 639-3: wji; sar, sarawa, warja, warjawa), afrazijski jezik zapadnočadske skupine u negirijskim državama Bauchi i Jigawa. Govori ga 77 700 (2000).
Waryi se klasificira podskupini Sjeverni Bauchi jezika. Jezik miya [mkf] mogao bi biti njegov dijalwekt; u ipotrebi je i hausa [hau].

## Vanjske poveznice
- Ethnologue (14th)
- Ethnologue (15th)